# Fjugesta
Fjugesta er et byområde i landskabet Närke i Sverige, og siden 1995 hovedby i Lekebergs kommun i Örebro län.
Sydøst for Fjugesta ligger ruinen efter Riseberga kloster.

## Historie
Fjugesta by har rødder fra middelalderen, men dagens bebyggelse voksede op omkring Fjugesta jernbanestation langs Svartåbanen som blev indviet i 1897.
Fjugesta ligger i Knista socken og indgik efter kommunalreformen i 1862 i Knista landskommun. I denne blev Fjugesta municipalsamhälle indrettet til byen den 23. marts 1906. Landskommunen med by og municipalsamhälle blev i 1952 en del af Lekebergs landskommun, hvor municipalsamhället blev opløst den 31. december 1962. Siden 1. januar 1995 har Fjugesta været hovedby i Lekebergs kommun, da kommunedelen blev udskilt fra Örebro kommun.
I Fjugesta fandt det såkaldte Fjugestamord sted i 1959, hvor Olle Möller blev dømt for mord, men nægtede.

## Forbindelser
I årene 1897 til 1985 passerede Örebro–Svartå Järnväg gennem byen, hvor Fjugesta havde en station langs jernbanen. Den 1. juli 1985 ophørte jernbanetrafikken. I starten af 1990'erne blev sporene fjernet langs størstedelen af strækningen, hvorefter jernbanetrafikken blev erstattet af busforbindelser til blandt andet Örebro.